# Ilešič
Ilešič je priimek v Sloveniji, ki ga je po podatkih Statističnega urada Republike Slovenije na dan 1. januarja 2010 uporabljalo 105 oseb.

## Pomembni nosilci priimka
- Aldo Ino Ilešič (*1984), kolesar
- Fran Ilešič (1871—1942), literarni zgodovinar, univerzitetni profesor, akademik
- Ignac Ilešič (1857—1898), kmet iz Stračine pri Hvaletincih
- Irena Ilešič Čujovič (*1977), pravnica SZSVS, predsednica sindikata zdravstva in socialnega varstva
- Svetozar Ilešič (1907—1985), geograf, univerzitetni profesor, akademik
- Maks Ilešič (1922—1984), gospodarstvenik, čebelar
- Marija Ilešič (s. Nemezija) (1916—2013), redovnica usmiljenka
- Marko Ilešič (1947—2024), pravnik, univ. prof., sodnik Sodišča EU in športni delavec (predsednik NZS 1985-89)
- Meta Ilešič (r. Žužek) (1921—2022), pravnica, žena Svetozarja Ilešiča
- Mirko Ilešič (1950—1999), pravnik, univ. prof., strok. za evropsko gospodarsko pravo
- Primož Ilešič (*1956), gozdar, prvi direktor Zavoda za gozdove Slovenije; sekretar/Urada RS za Slovence v zamejstvu in po svetu